# .LRN
.LRN (czytaj dot LRN) – platforma edukacyjna oparta na licencji GNU GPL, wspierająca zarządzanie kursami, komunikację online oraz pracę grupową w środowisku internetowym w zakresie e-learningu oraz badań naukowych. Została ona stworzona przez MIT Sloan School of Management, a jest używana i rozwijana we współpracy z kilkudziesięcioma uniwersytetami, instytucjami badawczymi i organizacjami z całego świata. Organizacja kierująca platformą (.LRN Consortium) ma charakter non-profit, a jej zarząd składa się z przedstawicieli oficjalnych członków platformy. Platforma w założeniu ma tworzyć, dostarczać i rozwijać narzędzia i metody doskonalące e-lerning na terenie całego świata.